# Gerlando Gatto
Gerlando Gatto (Catania, 23 settembre 1946) è un giornalista italiano di ambito musicale, specializzato in musica jazz.

## Biografia
Trasferitosi a Roma, diventa giornalista professionista nel 1974 continuando, così, a coltivare quella passione per la musica jazz che lo accompagna sin da giovanissimo: ha collaborato con diversi quotidiani e riviste (Blu Jazz, Jazz, Jazz, blues & around) e ha scritto e condotto molti programmi jazz trasmessi soprattutto da RadioUno e Rai International.
Ha partecipato in qualità di critico musicale alla trasmissione televisiva Vivendo parlando di Sat 2000; è stato uno degli autori della Enciclopedia del Jazz edita dalla Curcio, ed è stato responsabile di uffici stampa di festival, ad esempio il Barga Jazz Festival.
Ha vissuto in Norvegia, dove ha avuto modo di approfondire la conoscenza del jazz nordico. Ha quindi prodotto una serie di 13 puntate dedicate al jazz scandinavo e trasmessa da Radio Uno, mentre ha curato un programma sul jazz italiano mandato in onda dalla NRK, l'emittente di Stato norvegese.
Si è recato spesso sia in Martinica (come giornalista invitato al locale Festival Jazz) sia a Santo Domingo e quindi ha avuto modo di conoscere assai bene il jazz caraibico; è stato il primo a intervistare per una pubblicazione italiana Gonzalo Rubalcaba.
Agli inizi del 2000, insieme a Luigi Del Mastro e Luigi Onori, è l'ideatore di BlackinRadio, la prima web radio che trasmette esclusivamente musiche afro-americane.
Nel 2007 e 2008 ha ideato e condotto alla Casa del Jazz di Roma quattro cicli di ascolti guidati sulle seguenti tematiche: "Jazz e musica classica" ; "Jazz e tango"; "Jazz e canzone italiana"; i "Beatles in Jazz". Nel 2010, sempre alla Casa del Jazz, ha condotto il ciclo di ascolti "Il sound atipico del Jazz"
Sempre nel 2007-2008 ha ideato e condotto un programma di tre mesi su Nessuno TV dal titolo Jazz Life ovvero una storia politica del Jazz. Nel novembre del 2008 è iniziato su RedTv un programma di sei mesi da lui ideato e condotto dedicato al Jazz italiano con ospiti tutti i più importanti operatori del settore. Dal giugno 2007 cura e partecipa ad un blog-newsletter dedicato al mondo del Jazz, intitolato appunto A Proposito di Jazz.
Dal 2013 è Direttore Artistico dell'Orpheus Award, concorso di fisarmonica a livello nazionale.
Nel 2017 pubblica con la “Kappavu Edizioni” di Udine il volume Gente di Jazz che raccoglie una serie di interviste e dialoghi con molti musicisti che, in epoche anche molto diverse, sono intervenuti al Festival “Udin&Jazz”. Tra gli artisti di caratura internazionale intervistati troviamo Gonzalo Rubalcaba, Joe Zawinul, Mino Cinelu, Michel Petrucciani, McCoy Tyner e Cedar Walton. Tra gli italiani Francesco Bearzatti, Stefano Bollani, Enrico Rava, Claudio Fasoli, Franco D’Andrea, Paolo Fresu e Danilo Rea.
Nel 2018 sempre con la “Kappavu Edizioni” di Udine pubblica il volume L’altra metà del jazz che contiene trenta interviste raccolte nel ricco panorama del jazz al femminile. Tra i personaggi intervistati Dee Dee Bridgewater, Enrica Bacchia, Karin Krog, Maria Pia De Vito, Maria Schneider, Rita Marcotulli, Rosalba Bentivoglio, Sarah Jane Morris, Tiziana Ghiglioni e l’antesignana del jazz al femminile in Italia Dora Musumeci.
Nel 2020 con Lulu.com pubblica Il jazz italiano in epoca Covid; il volume raccoglie, attraverso 41 interviste, pensieri, speranze, progetti, paure e preoccupazioni  di musicisti e musiciste del Jazz italiano, ascoltati in un periodo compreso tra marzo e maggio 2020 durante il lockdown per la pandemia da Covid.
Per gli anni accademici 2020-2021 e 2021-2022 insegna Storia del Jazz e Analisi delle forme presso il Conservatorio Ottorino Respighi di Latina.